# Pingstförsamlingen i Mjölby
Pingstförsamlingen i Mjölby (tidigare Betaniaförsamlingen i Mjölby eller Filadelfiaförsamlingen i Mjölby), är en pingstförsamling i Mjölby, Mjölby kommun. Församlingen bildades 1925. 

## Historia
Församlingen bildades 22 januari 1925 under namnet Betaniaförsamlingen i Mjölby. Bildandet skedde hemma hos Signe Johansson och Jonas Johansson på Vasavägen 8. 1943 bytte församlingen namn till Filadelfiaförsamlingen i Mjölby. Sionförsamlingen i Rinna uppgick 1957 i församlingen. 1958 byggde församlingen den nuvarande kyrkan Pingstkyrkan, Mjölby. Församlingen startade 1994 en second hand med namnet Magasinet Second Hand på Magasinsgatan 15 i Mjölby. Magasinet flyttade sin verksamhet  i november 1998 till Skänningevägen 10.

## Föreståndare
Lista över pingstförsamlingens föreståndare.
- 1925–1927 - K. O. Bergdahl
- 1928–1929 - Elis Forslund
- 1930–1935 - Josef Hallenby
- 1935–1942 - Nils Sjöholm
- 1943–1946 - John Fredriksson
- 1946–1948 - Rudolf Danielsson
- 1949–1955 - Harald Risberg
- 1955–1963 - Bror Spetz
- 1963–1965 - Norris Leffler
- 1965–1969 - Harry Johansson
- 1971–1977 - Olle Ståhlgren
- 1977–1984 - Börje Sandqvist
- 1984–1992 - Lars-Gustaf Ericson
- 1992–1998 - Sture Kårén
- 1999–2004 - Thomas Hallström
- 2004–2010 - Charlotte Nordling
- 2010–2016 - Andreas Ardenfors
- 2016–         - Daniel Röjås

## Kyrkor
- Pingstkyrkan, Mjölby

### Fotnoter
1. ↑  ”Historia”. Pingstkyrkan, Mjölby. https://www.pingstmjolby.se/om-oss/historia. Läst 21 oktober 2020.
2. ↑   ”PINGSTFÖRSAMLINGEN I MJÖLBY”. Ratsit. https://www.ratsit.se/8230000377-PINGSTFORSAMLINGEN_I_MJOLBY. Läst 21 oktober 2020.
3. ↑  Tore Johansson, red (1991). Inventarium över svenska orglar: 1991:II, Frikyrkor II: Göteborgs & Bohus län, Älvsborgs län, Skaraborgs län, Värmlands län, Östergötlands län, Örebro län, Södermanlands län. Tostared: Förlag Svenska orglar. Libris 4108784
4. ↑   Mjölby Filadelfiaförsamling 50 år 1925–1975. Mjölby: Mjölby Filadelfiaförsamling. 1975